# ناثان براون
ناثان براون (الأساميزية: নাথান ব্ৰাউন ؛ 22 يونيو 1807 - 1 يناير 1886) كان مبشرًا معمدانيًا أمريكيًا إلى الهند واليابان، ومترجمًا للكتاب المقدس، ومُلغًا للعبودية. يشتهر بأعماله في اللغة والقواعد والنصوص الأسامية.
في حوالي عام 1843، ومقره في Sibsagar ، بدأ بترجمة العهد الجديد إلى اللغة الأسامية أو عمار ترانكورتا Yisu Khristôr Nôtun Niyôm (আমাৰ ত্ৰাণকৰ্তা য়িচু খ্রিষ্টৰ নতুন নিয়ম) الذي نشره عام 1848. في عام 1854، نشر كتابًا آخر بعنوان খ্রিষ্টৰ বিবৰণ আৰু শুভ বাৰ্তা تعني تقريبًا يسوع المسيح ورسائله المقدسة. كما ترجم الصلوات مع زملائه المبشرين الآخرين. تم نشر عمله «الملاحظات النحوية للغة الأسامية» من قبل مطبعة البعثة المعمدانية الأمريكية في عام 1848. في عام 1846، نشر مع زميله أوليفر كتر Orunodoi (অৰুনোদই) ، وهي أول دورية أسامية. نشر أيضًا أعمالًا لعلماء معاصرين وتاريخيين من الأساميين، على سبيل المثال لا الحصر Ôxôm Burônzi (تاريخ آسام، অসম বুৰঞ্জী) لكاشيناث فوكان في عام 1844، وكتابوت مونزوري (الرياضيات، في الشعر الأسامي، কিতাবত মঞ্জৰী) في جزأين، ليلووتي وبودجونيت بواسطة Bakul Kayastha في عام 1845، و Sutiya Burônzi (চুতিয়া বুৰঞ্জী) في عام 1850، بالإضافة إلى آخرين. في ولاية آسام، يعتبر براون رائدًا وبطلًا للغة الأم والأدب